# Одърци
Одърци е село в Североизточна България. То се намира в община Добричка, област Добрич.

## История

### Средновековие
След проучванията в Южна Добруджа, където близо 50 години се провеждат разкопки на селища и некрополи, в района на Одърци стават известни два византийски моливдовула. Първият намерен моливдовул, датиран в 80-те години на Х в., е на Петър, патриций и доместик на схолиите на Запада. Вторият моливдовул принадлежи на Евстратий Романиак, комеркиарий. Тези находки дават основания да се мисли, че в първите десетилетия на ХI в., а по традиция и от Античност, в района на Одърци е функционирало тържище. Те свидетелстват също, че след разорението на Добруджа, настъпило след военната кампания на киевския княз Светослав I и завладяването на областта от Йоан Цимисхий, околността на днешното село Одърци отново е населена.
Сред археологическите останки край Одърци са разкрити стени на полуземлянки, облицовани с камъни, появяват П-образни пещи, изградени от плочести камъни., а така също и куполообразни пещи, които излизат извън стените на жилищата. Едно голямо жилище, ползващо отчасти
двулицевите зидове на ранновизантийска сграда и с монетни находки, може би е принадлежало на византийския управител. Срещат
се стомни, амфоровидни стомни, чаши, паници, амфори, свещници, чаша-бокал и византийска белоглинена керамика,
внасяна от Цариград. Счита се, че въпреки назначаването на византийски управители и настаняването в околните крепости на византийски гарнизони основната част от населението остава българска. Амулетите с молитвени текстове за здраве от
Одърци, Руйно и Пъкуюл луй Соаре са с кирилски букви на старобългарски език.
През 1032 или 1036 печенегите опустошават и разрушават Дръстър и селищата в района на днешните Цар Асен, Скала и Одърци. Населението напуска този район и се насочва към крайбрежието на Черно море, на юг в района около Провадийска река, а част от него изглежда е преминала Балкана. В Одърци се настаняват печенеги, но не обитават изоставените и опожарените жилища на предшестващото ги българско население. Открити са няколко огнища и фрагменти от глинени котли или съдове с вътрешни „уши“. Някои върхове на стрели, костени бойни топки, части от конски сбруи, а така също огнива и накити, известни от Одърци, са идентични с употребяваните от печенезите на територията на Южна Русия, Бесарабия, Молдова и Източна Влахия. В Одърци такива предмети се намират в най-горните пластове на хълма Калето и нито веднъж на пода на жилищата на ранносредновековното българско селище. Особено важни са археологическите данни от проучванията в Одърци, където на хълма Калето са открити повече от 70 гроба, а в подножието на хълма е изследван голям некропол с 535 гроба. Некрополите в Одърци изглежда престават да се използват след нашествията на узите през 1064 г. 

## Население
Преброяване на населението през 2011 г.
Численост и дял на етническите групи според преброяването на населението през 2011 г.:
|                     | Численост | Дял (в %) |
| Общо                | 621       | 100,00    |
| Българи             | 369       | 59,42     |
| Турци               | 0         | 0,00      |
| Цигани              | 0         | 0,00      |
| Други               | 204       | 32,85     |
| Не се самоопределят | 0         | 0,00      |
| Неотговорили        | 37        | 5,95      |

## Културни и природни забележителности
- „Калето“ е средновековно селище върху византийска крепост в местността „Калето“, 1 km от село Одърци, Добричко, от времето на Първото българско царство и е почти изцяло проучено.
- Пещерата Черната дупка с дължина 26 m.
- В местността „Бузлука“ е т.нар. „Батовска пътека“. По нея се слиза до местността „Гъбките“, която е в непосредствена близост до село Батово.

## Редовни събития
Събор на селото, провеждан на 1 юни.